# Mlini
Mlini falu Horvátországban, Dubrovnik-Neretva megyében. Közigazgatásilag Župa dubrovačka községhez tartozik.

## Fekvése
A Dubrovnik városától légvonalban 9, közúton 11 km-re délkeletre, községközpontjától 1 km-re keletre, az Adria-parti főút mentén Srebreno és Zavrelje között fekszik.

## Története
A település az itt működött számos malomnak (mlin) köszönheti a nevét. Malmait már a 13. században is említik. A térség régészeti leletei alapján Mlini területe már ősidők óta lakott. A római korban a mai plébániatemplom helyén valószínűleg egy római villagazdaság épülete állt. A mai Mlini első írásos említése 1272-ben történt, amikor már megemlítik Szent Hilárión tiszteletére szentelt templomát is. A középkorban területe a Raguzai Köztársasághoz tartozott. A környező településekhez hasonlóan itt is több raguzai családnak volt háza. Plébániáját 1449. augusztus 20-án alapították, azelőtt a mandaljenai plébánia része volt. A lakosság 1806-ban sokat szenvedett a montenegrói és orosz hadak pusztításától, akik sok házat, épületet kifosztottak és leromboltak. Az ostromló hadakat a franciák kényszerítették visszavonulásra. A köztársaság bukása után 1806-ban Dalmáciával együtt ez a térség is a köztársaságot legyőző franciák uralma alá került, de Napóleon bukása után 1815-ben a berlini kongresszus Dalmáciával együtt a Habsburgoknak ítélte. Első iskolája 1856-ban nyílt meg. 1857-ben 101, 1910-ben 114 lakosa volt. 1918-ban az új szerb-horvát-szlovén állam, majd később Jugoszlávia része lett. A délszláv háború idején 1991 októberében a jugoszláv hadsereg és a szerb szabadcsapatok foglalták el a települést, melyet kifosztottak és felégettek. A lakosság a közeli Dubrovnikba menekült és csak 1992 tavaszán térhetett vissza. A háború után rögtön megindult az újjáépítés. Dubrovnik közelsége és a turizmus növekedése miatt lakossága az utóbbi két évtizedben ugrásszerűen nőtt. 2011-ben 943 lakosa volt, akik főként turizmussal, vendéglátással foglalkoztak.

## Népesség
| Lakosság változása | Lakosság változása | Lakosság változása | Lakosság változása | Lakosság változása | Lakosság változása | Lakosság változása | Lakosság változása | Lakosság változása | Lakosság változása | Lakosság változása | Lakosság változása | Lakosság változása | Lakosság változása | Lakosság változása | Lakosság változása |
| ------------------ | ------------------ | ------------------ | ------------------ | ------------------ | ------------------ | ------------------ | ------------------ | ------------------ | ------------------ | ------------------ | ------------------ | ------------------ | ------------------ | ------------------ | ------------------ |
| 1857               | 1869               | 1880               | 1890               | 1900               | 1910               | 1921               | 1931               | 1948               | 1953               | 1961               | 1971               | 1981               | 1991               | 2001               | 2011               |
| 101                | 0                  | 116                | 120                | 117                | 114                | 0                  | 0                  | 117                | 155                | 142                | 356                | 0                  | 0                  | 834                | 943                |

(Lakosságát 1869-ben, 1921-ben és 1931-ben Zavreljéhez, 1981-ben és 1991-ben pedig Dubrovnikhoz számították.)

## Nevezetességei
- Gázai Szent Hilárión (sv. Ilar) tiszteletére szentelt plébániatemplomát[4] 1272-ben említik először. A 4. században élt szent már a közeli Cavtat mellett feküdt római Epidaurumban nagy tiszteletnek örvendett és ez a tisztelet ma is él. A középkori templom az 1667-es földrengésben súlyosan megrongálódott, ennek maradványain építették fel 1683-ban a mai templomot. A sekrestye csak a múlt század közepén, az oldalkápolna pedig 1871-ben épült hozzá. Eredetileg három harang számára épített harangdúca volt. A mai harangtornyot 1934-ben építették. Az épület 1979-ben a földrengésben újra megsérült, mely után betonnal erősítették meg. Az oldalkápolnát Bruno Grill festette ki. A templom a falu közepén egy dombon áll, körülötte temető található. Szabályos, kelet-nyugati tájolású épület négyszögletes külső apszissal. Az oldalkápolna északról, a harangtorony északkeletről csatlakozik a szentélyhez. A helyén római épület, valószínűleg egy villa rustica állt. Az oldalkápolna ékessége a színezett, aranyozott feszület, mely a neves 15. századi dalmáciai fafaragónak, Juraj Petrovićnak a keze nyomát viseli magán.
- A Szent Rókus kápolnát[5] a 15. században egy járvány után építették fogadalomból Mlini és Zavrelje hívei. A 19. században bővítették, 1999-ben megújították. A kápolna falu keleti része előtt, a Vrela vize mellett található. Az építkezés idején, a nagy pestisjárványok idején, a település bejáratánál helyezkedett el. Egyhajós, hosszúkás, négyszögletes alaprajzú épület, eredeti előcsarnokkal, amelyet később, amikor az épületet meghosszabbították befalaztak és megemeltek. A 15. századi keleti rész keskenyebb és magasabb, míg a 19. századi nyugati rész szélesebb. Nyugaton a főhomlokzat központi, egyszerű keretes portálja található.
- A Rózsafüzér királynője kápolnát[6] a 16. században építették. Az 1979-es földrengésben megsérült, ezt követően a Duper család újította fel. A Duper (Martelin) család házának kapujánál áll. Kisméretű, egyhajós épület dongaboltozattal. Nyugati homlokzatát a kapuzat és egy négyágú rozetta tagolja. A felül levű harangdúcban egy harang található.
- A Duper család malma[7] a 18. században épült a falut átszelő régi út alatti patakpartra. Egyemeletes épület, melynek alsó szintjén a malom működött, felül pedig a lakórész volt. Nyugatról egy emeletes bővítménye van, melynek alsó részén vezették át a patak vizét és a főépülethez hasonlóan malomként működött. Ma belseje lakás céljára van átalakítva. A település malmait már a 13. században, majd később a 16. és 17. században is említik az írott források.
- A falu másik ipari műemléke az Ivelja-malom,[8] mely egy házból és a malomból áll. A ház eredetileg téglalap alaprajzú volt. Egy földszintből, két emeletből és egy tetőtérből áll. Kőből épült, minden nyílása, ablaka és ajtaja monolit kőgerendákkal van keretezve. A belső teret nemrégiben alakították át. A ház feletti kertben áll a malom. Egy földszintes, téglalap alaprajzú, durván megmunkált kőből épült, nyeregtetővel borított épület. Ma már nem működik, de az eredeti formája és berendezése megmaradt.

## Gazdaság
A helyi gazdaság alapja a turizmus, a vendéglátás és a halászat. Kis kavicsos strandokkal rendelkezik és van egy kis kikötője is, ahol a magán kirándulóhajók kiköthetnek. A településen három szálloda működik a Hotel Mlini, az Astarea és a Shereton, melyekben a lakosság nagy része dolgozik. A település mellett kis vízierőmű (HE Zavrelje) is működik.

## Oktatás
A településen iskoláját 1856-ban nyitották meg fiúiskolaként. 1959-ben új nyolcosztályos iskola nyílott. A mai modern iskolaépületet 2008-ban adták át.